# Panther Solo
Panther Solo — британский спортивный автомобиль марки Panther Westwinds, производился в 1989—1990 годах.

## Предыстория

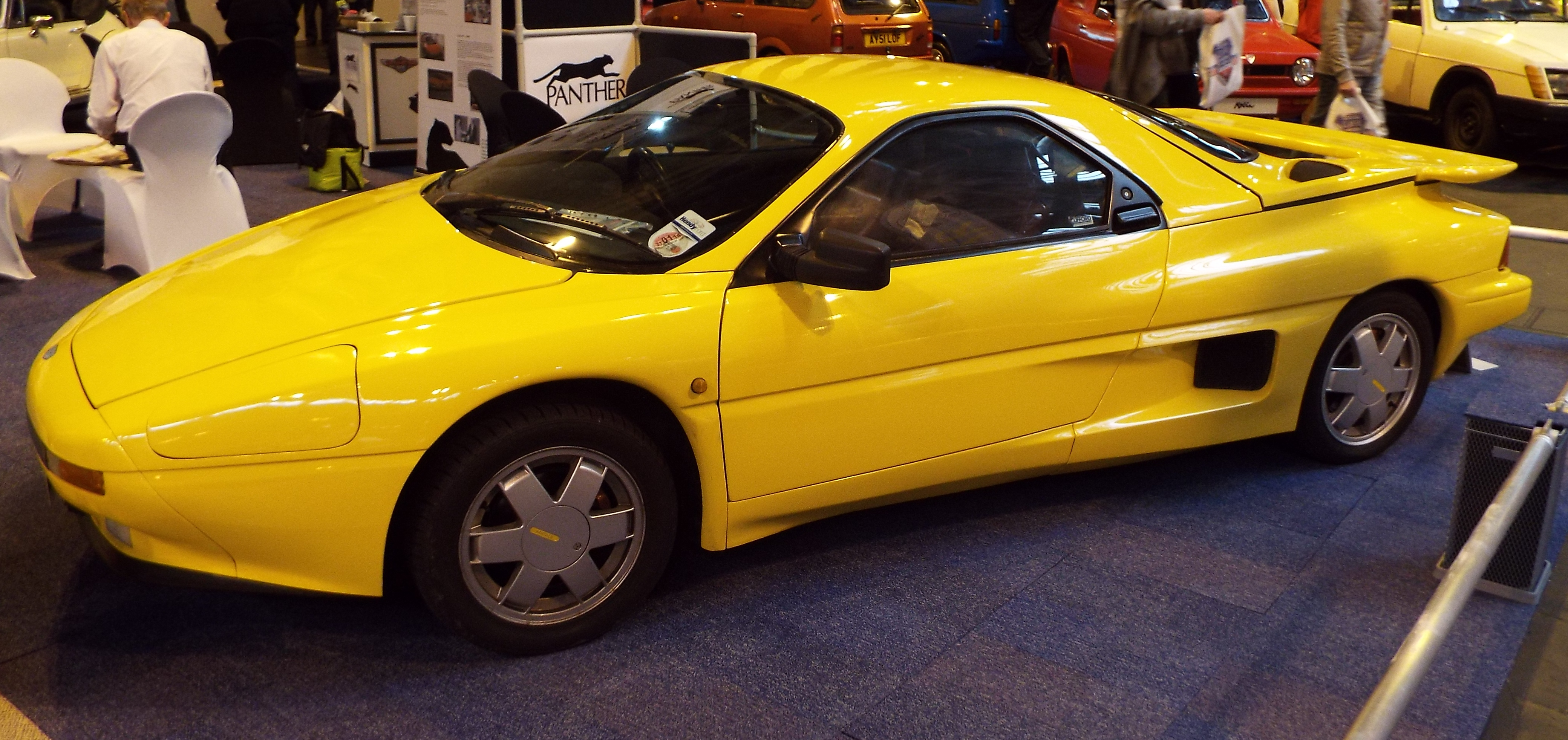
Единственный жёлтый Solo на NEC Classic Motor Show 2013

Все разработки основанной Бобом Дженкелом компании Panther отличали заимствованные детали — от ходовой части до двигателей — и чрезмерно высокая цена, иногда втрое превосходившая стоимость машины-донора. Поэтому к 1976 году фирма построила всего около 400 экземпляров автомобилей четырёх моделей.
Дела пошли в гору, когда была представлена модель Lima, — она разрабатывалась на платформе Vauxhall Magnum и продавалась через дилерскую сеть этого английского производителя. Lima разошлась в количестве 900 штук и впоследствии со слегка изменённой начинкой стала продаваться под названием Kallista.

## Описание
В 1981 году владельцем компании стал Юн Чуль Ким из Южной Кореи, который позже, в 1987 году перепродал её корейскому чеболю SsangYong. При корейском боссе Panther решила освоить новые горизонты и принялась за создание спорткара Solo, который был бы более востребован, нежели непопулярный шестиколёсный Panther 6. В 1984 году был озвучен проект простой и недорогой машины со стеклопластиковым кузовом, задним приводом, использованием мотора Ford объёмом 1,6 литра. Ходовые образцы вышли на тесты уже в 1985-м. Однако, в это же время Toyota представила свою перспективную модель MR2, и было ясно, что маленькой английской фирме не обойти японскую транснациональную корпорацию. Тогда на Panther задумали усовершенствовать свою модель — так появился Solo 2. Кузов был спроектирован дизайнером Кеном Гринли — он использовал алюминиевый монокок со стеклопластиковыми панелями.

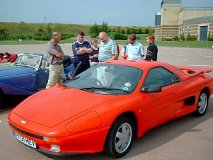

Прототип вызвал ажиотаж на Лондонском автосалоне в 1989 году. Шасси слегка удлинили по сравнению с Solo 1, и теперь посадочная формула была 2+2. Мотор взяли от спортивной версии Ford Sierra RS Cosworth (мощность возросла вдвое) и установили его в пределах колёсной базы, для шасси использовали систему полного привода от Ford Sierra XR4i, п подвеске использовались передние стойки от Ford Escort, в то время как дисковые тормоза были оснащены ABS от Ford Scorpio. Благодаря использованию композитных материалов и дизайну March Engineering коэффициент аэродинамического сопротивления составил 0,33. Суперкар Solo стал одной из первых в мире моделей с центральнорасположенным двигателем и постоянным полным приводом. Считалось, что Solo — один из лучших сделанных вручную автомобилей в мире, он был очень динамичен и устойчив в поворотах.
Первоначально планировалось изготовить 100 экземпляров этого автомобиля, однако внезапно появились финансовые трудности, и машин построили в пять раз меньше планируемого. Маркировка шасси доходила до 21, притом что три числа не использовались.
Из 18 произведённых Solo один уничтожен в ходе краш-теста, десять находятся в Великобритании, остальные — за её пределами, в основном в Южной Корее.